# تور ادلوند
تور ادلوند (انگلیسی: Ture Ödlund؛ ۱۵ مه ۱۸۹۴ – ۱۵ اوت ۱۹۳۷ (aged 48)) ورزشکار کرلینگ اهل سوئد بود.
وی در مسابقات کشوری و بین‌المللی در مجموع برندهٔ ۱ مدال نقره شده‌است.